# Eldorado (Mato Grosso do Sul)
Eldorado − miasto w stanie Mato Grosso do Sul w Brazylii.
Liczy 11 934 mieszkańców (2007). Znajduje się na wysokości 342 m n.p.m., a jego powierzchnia to 1018 km².